# Маркьоро, Джузеппе
Джузеппе Маркьоро (итал. Giuseppe Marchioro; 13 марта 1936 года, Милан, Италия) — итальянский футболист, нападающий. После завершения карьеры футболиста тренировал ряд итальянских клубов.

## Карьера
Маркьоро является воспитанником «Милана», но за первую команду клуба не провёл ни одного матча, дебютировав во взрослом футболе в клубе «Лекко», в дальнейшем выступал преимущественно в клубах Серии B и Серии C. В составе клуба «Катандзаро», в 1966 году дошёл до финала Кубка Италии, в котором отметился забитым голом, но его клуб у ступил «Фиорентине» со счётом 2:1. Завершил игровую карьеру в 1968 году в клубе «Леньяно». После окончания карьеры футболиста занялся тренерской деятельностью, первоначально, в течение двух лет был ассистентом тренера в клубе «Монца», в 1970 году стал главным тренером клуба «Вербания». В Серии А в разные годы был главным тренером таких клубов, как «Комо», «Чезена», «Милан», «Дженоа» и ряда других. Титулов на высшем уровне не завоёвывал, но неоднократно побеждал со своими клубами в чемпионатах Серии B и Серии C. Закончил свою тренерскую карьеру Маркьоро в 1997 году, в клубе «Триестина».

## Достижения
- Финалист Кубка Италии (1): 1965/66.
- Победитель Серии B (2): 1979/80, 1992/93.